# Şehrazat
Şehrazat, pseudonimo di Şehrazat Kemali Söylemezoğlu (Ankara, 3 settembre 1952), è una cantautrice, musicista e compositrice turca.

## Biografia
Şehrazat Söylemezoğlu, nome completo Şehrazat Kemali Söylemezoğlu, è nata ad Ankara, in Turchia, nel 1952 ed è cresciuta a Beirut, la capitale del Libano. Cantante e autrice è presente da diversi anni nell'ambito della musica d'autore turca. Dopo aver ottenuto il diploma alla Scuola Internazionale di Choueifat, continua i suoi studi di canto spostandosi per la turchia: studia canto moderno, lirica, terminando con lo studio jazz a Turchia.
Inizia prestissimo a scrivere e proporre le sue canzoni e viene scoperta da Arif Mardin, che le propone un contratto. Debutta con il 45 giri 45'lik e con questo brano vince il primo premio come cantautrice.
Nel 1994 produce l'album di debutto di Demet Sağıroğlu, intitolato Kınalı bebek, uno dei maggiori successi dell'anno in Turchia; è inoltre autrice o co-autrice di sette dei dieci brani.
Nel 1998 vince il premio "Kral TV Video Müzik Ödülleri Yekta Okur Onur Ödülü". Inoltre lei è la nipote di Sua Altezza Perizad, la principessa imperiale ottomana.

## Discografia

### Maxi singolo
- 1980 Sevemedim Karagözlüm[2]

### 45 giri
- 1967 İki Gölge
- 1968 Dün Gece
- 1969 Beni Unutma
- 1969 İmkânsız Aşk
- 1973 Kelebek
- 1974 Dili Dost, Kalbi Düşman
- Anni 1970 Kolkola
- Anni 1970 Ne Kapımı Çalan Var
- Anni 1970 Nerede olsan

### Duetti
- 1974 Söz Sevgilim, Söz (ft. Cömert Baykent)

### EP
- 1980 Hürüm Artık
- 1980 Bahşiş
- 1980 Seni Sevmişim

### 33 giri
- 1981 Sevdim Genç Bir Adamı
- 1981 Kendim Ettim, Kendim Buldum (Eyvah)
- 1981 Yanında
- 1981 Aşk Bir Kumarsa
- 1981 Kulakların Çınlasın
- 1981 Lay la, Lay la (Yaşamaya Bak Sen)

### Compilation
- 2002 Bak Bir Varmış Bir Yokmuş: 60'lı ve 70'li Yılların Orijinal Kayıtları
- 2007 Our Golden Songs
- 2008 Çınar Vol.
- "Rüşvet"